# Ludwig Krahmer

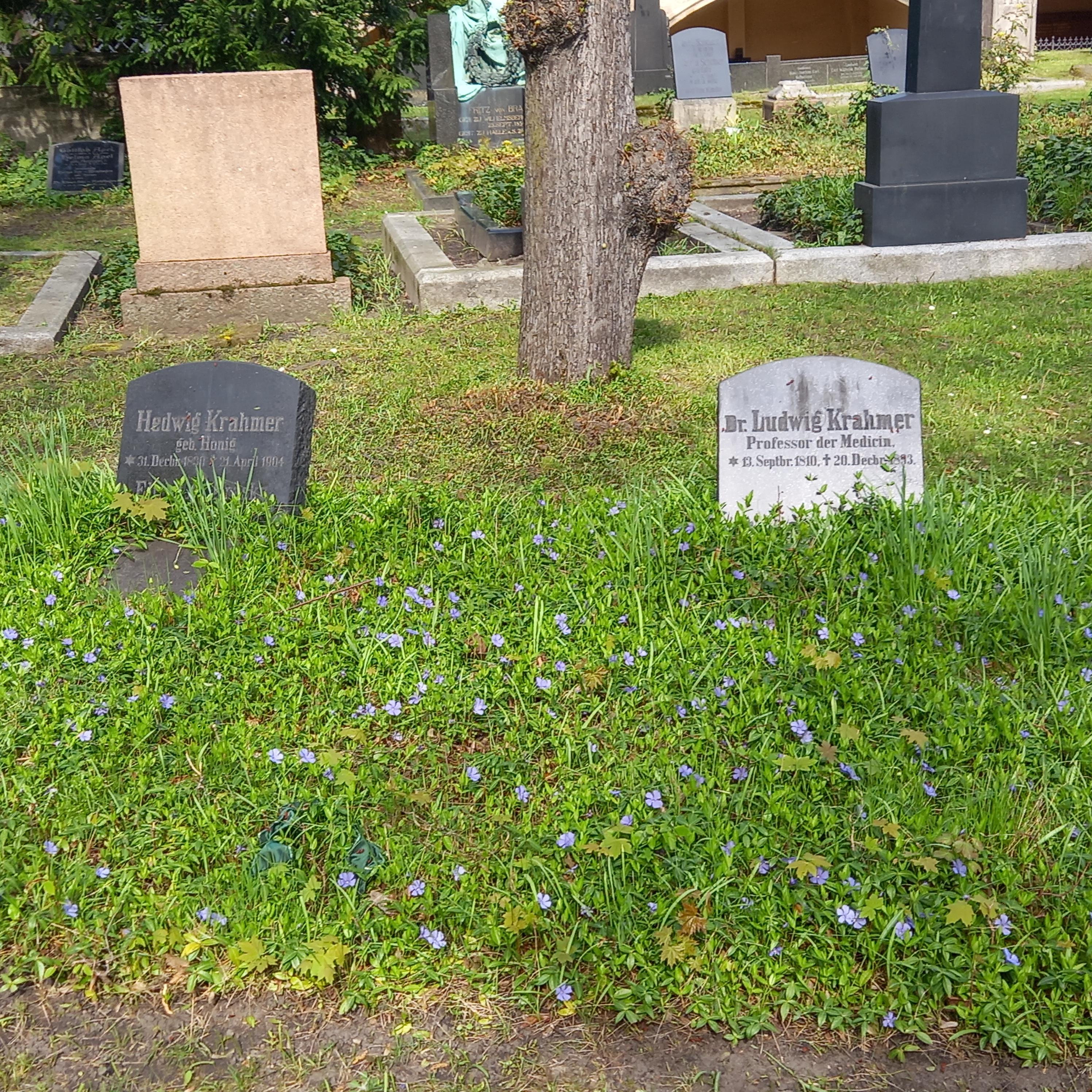
Das Grab von Ludwig Krahmer und seiner Ehefrau Hedwig geborene Honig auf dem Stadtgottesacker in Halle

Friedrich Ludwig Krahmer (* 13. September 1810 in Hunnesrück; † 20. Dezember 1895 in Halle an der Saale) war ein deutscher Pharmakologe.

## Leben
Friedrich Ludwig Krahmer wurde 1810 in dem kleinen Ort Hunnesrück geboren. In jenen Jahren, nämlich bis 1827, war Wilhelm David Friedrich (Fritz) Heinrich Krahmer (1776–1844) dort wie auch in Egeln Pächter. Ludwig studierte Medizin an der Universität Halle, wo er 1833 zum Doktor der Medizin promoviert wurde. In der folgenden Zeit war er Arzt am Hallenser Universitätsklinikum. 1838 schließlich fand seine Habilitation für Pharmakologie und Gerichtsmedizin statt. Im Jahr 1845 stellte die Universität ihn als außerordentlichen Professor ein. Schließlich beförderte man ihn 1852 zum ordentlichen Professor. Er war seit 1837 Mitglied der Hallenser Freimaurerloge Zu den drei Degen.
Seit dem Jahr 1859 fungierte Krahmer außerdem als Stadtphysikus. Arzt eines Lazarettes war er in den Feldzügen 1866 und während des Deutsch-Französischen Krieges 1870/1871, wofür ihm die Kriegsdenkmünze verliehen wurde.
Krahmer beschäftigte sich außerdem mit statistischen Angaben, worüber er einige Werke veröffentlichte. Staatlichen Arbeitsstellen gegenüber zeigte er sich zurückhaltend, aber treu, wofür ihn das Kultusministerium Preußens belohnte. Darüber hinaus hatte er mehrfach an der Hallenser Universität die Stelle als Dekan der medizinischen Fakultät inne. 1883 erhielt er außerdem den Kronenorden zweiter Klasse. In der Fakultät hingegen genoss er ein weniger hohes Ansehen, da er das Interesse der Universität nicht genügend vertrat, als es um einen Neubau der Universitätsklinik ging. Im Jahr 1888 beantragte er, das Amt des Dekans nicht mehr länger innehaben zu müssen, was gestattet wurde. Dabei sollen die anderen Fakultätsmitglieder seinen Austritt derart heftig begrüßt haben, „dass der Schluss möglich erscheint, dass Krahmer nach internen Querelen »entmachtet« wurde“.
Am 20. Dezember 1895 verstarb Krahmer in Halle.

## Werke
- De nonullis exemplis vesicae fissae (Dissertation, 1833)
- Analecta historica de argento nitrico pharmaco (Habilitationsschrift, 1838)
- Das Silber als Arzneimittel betrachte (1845) Digitalisierte Ausgabe der Universitäts- und Landesbibliothek Düsseldorf
- Handbuches der gerichtlichen Medizin für Ärzte und Juristen (1851, 2. Auflage 1857; online bei GoogleBooks)
- Die Mortalitätsverhältnisse in der Stadt Halle in der ersten Hälfte des 19. Jahrhunderts (1855)
- Ärztliche Heilmittellehre (1859 bis 1864)
- Handbuch der Staatsarzneikunde (drei Bände, 1874 bis 1879)
- Hygiene (1876)
- System der gerichtlichen Medizin (1879)